# Стволопрохідницький комплекс
Стволопрохідницький комплекс (рос. стволопроходческий комплекс, англ. shaft sinking complex, shaft sinking system; нім. Vollschnittschachtbohrmaschine f) – сукупність машин і механізмів, призначених для виконання осн. технологічних операцій при будівництві вертикальних стовбурів буропідривним способом. До С.к. входять: прохідницький поміст, бурова установка для буріння шпурів; грейферна породонавантажувальна машина; прохідницьке цебро, металева пересувна опалубка. 
Середньо-технічні швидкості проходки – 80-100 м/місяць (максимальна - 401,3 м/місяць). 
Перші грейферні навантажувачі з’явилися на шахтах України у 1948 р., перші комплекси КС-2у/40 (з механізованим пересуванням грейфера) – у 1958 р. Із заміною ручних перфораторів на бурильні установки типу БУКС (70-ті роки ХХ ст.) склався С.к. сучасного типу.